# Jovan Novak
Jovan Novak (cyr. Јован Новак; ur. 8 listopada 1994 we Vršacu) – serbski koszykarz, występujący na pozycjach rozgrywającego oraz rzucającego obrońcy, obecnie zawodnik Montakit Fuenlabrada.
W sierpniu 2015 został zawodnikiem PGE Turowa Zgorzelec. 21 listopada 2017 podpisał umowę z zespołem MKS-u Dąbrowy Górniczej.
21 czerwca 2021 zawarł kolejny kontrakt z Montakit Fuenlabrada.

## Osiągnięcia
Stan na 23 sierpnia 2021, na podstawie, o ile nie zaznaczono inaczej.
Indywidualne
- Lider ligi niemieckiej w asystach (2020)
- 2-krotny uczestnik Adidas Eurocamp (2013, 2015)

Reprezentacja
- Wicemistrz świata U–19 (2013)
- Brązowy medalista mistrzostw Europy U–20 (2014)
- Uczestnik uniwersjady (2015 – 9. miejsce)
- Wicemistrz turnieju Alberta Schweitzera (2012)